# The Price of Free and Fair Election
«Цена свободных и справедливых выборов» (англ. The Price of Free and Fair Election) — восемнадцатый эпизод третьего сезона американского телесериала Шонды Раймс «Скандал». Эпизод, написанный Раймс и срежиссированный Томом Верика, вышел в эфир на ABC 17 апреля 2014 года. Эпизод привлёк значительное внимание критиков и в целом был высоко ими оценён из-за неожиданных сюжетных ходов. Финалу сезона был посвящён специальный выпуск шоу Jimmy Kimmel Live, на котором присутствовала Шонда Раймс.

## Синопсис
В начале эпизода выясняется, что Салли Лэнгстон (Кейт Бертон) выходит живой из церкви, в которой происходит взрыв, устроенный Майей Льюис (Ханди Александер), после чего начинает помогать пострадавшим во взрыве в прямом эфире, что практически обеспечивает её победу на президентских выборах. Оливия Поуп (Керри Вашингтон) тем временем доставляет зарезанного её матерью, Майей, своего отца Роуэна (Джо Мортон) в больницу, куда вскоре приходит Майя. Оливия сообщает Фитцу (Тони Голдвин), что его отец пятнадцать лет назад изнасиловал Мелли (Беллами Янг) и Джерри (Дилан Миннетт) не его сын. Джерри, однако, так и не узнал это, так как в ходе речи Фитца ему стало плохо и он вскоре умер из-за того, что якобы Майя заразила его редким штаммом менингита, который она украла.
После смерти Джерри, Фитц снова возвращает лояльность публики и с минимальным отрывом от Салли выигрывает выборы. Куинн (Кэти Лоус) тем временем находит семью Гека (Гильермо Диас), а Оливия решает уйти из фирмы, оставляя Эбби (Дэрби Стэнчфилд) во главе её будущего. Фитц обещает Роуэну восстановить его во главе B-613 если он найдёт и убьёт Майю. Роуэн вскоре сообщает ему, что она мертва, однако вскоре выясняется, что она находится живой у него в офисе. Харрисон (Коламбус Шорт), который рассказал Роуэну где находится Аднэн (Назанин Боньяди), приходит к нему и понимает, что он сам все спланировал, чтобы вернуть пост главы B-613 и Роуэн решает убить его. Джейк (Скотт Фоли) даёт Дэвиду (Джошуа Малина) кучу компромата на B-613. В финале Оливия улетает из города на самолёте с Джейком, а Фитц сближается с Мелли после смерти их сына.

## Реакция

### Отзывы критиков
Эпизод получил положительные отзывы от критиков и прессы, многие из которых описывали его как самый шокирующий эпизод сериала. Самым неожиданным моментом по мнению критиков оказалось, что взрыв в церкви фактически не имел значения в финале, а погибли на самом деле лишь Аднэн и Джерри, Майя выжила и оказалась спасена самим Роуэном, а судьба Харрисона так и осталась неизвестна. Один из критиков сравнил убийство пятнадцатилетнего сына президента с шокирующим эпизодом «The Grove» из сериала «Ходячие мертвецы», в котором героиня Мелиссы Макбрайд убивает ребёнка, что де-факто всегда являлось табу на телевидении.

### Телевизионные рейтинги
Эпизод со значительным отрывом одержал рейтинговую победу над другими каналами и привлёк 10,5 миллионов зрителей в первоначальном показе, что равняется лучшему показателю в истории сериала.